# 플로우 (만화)
《플로우》는 매주 화요일 허니비 작가가 연재하는 네이버 웹툰이다.

## 등장인물
윤이랑
치킨집 배달을하며 자신의 생일날 도플갱어를 봤다. 백호의 아이다. 자신의 생일날 자신이 심하게다쳐 시간을 되돌렸지만 오히려 배달을 나간 율비가 대신 죽었다.자신이 좋아하던 율비가 죽자 학교에 입학을 해 이하린과 사귀다가 결국 모두를 위해 과거를 바꾸지만 소멸해 과거의 주작의 아이가 윤이랑을 소원으로 살려준다. 이하린을 좋아함.
율비
모두가 비둘기인 줄 알았다. 윤이랑이 시간을 되돌려 율비가 죽게되었고 결국 사흉수가된다. 륜을 좋아한다.
홍륜
용의 아이로서 자신의 여동생은 청룡이기 때문에 부모님의 강요를 받고 태어났다. 율비가 죽었지만 아무것도 하지 못해서 2부에 알약을 먹고 자살한다. 율비를 좋아함.
현은조
본명은 이영. 자신이 뱀의 아이인 것처럼 연기해서 모두를 속였다. 3부 마지막 쯤에 청룡의 심장을 뺏고 모두를 죽여 윤이랑이 시간을 되돌리게 하지만 이하린이 미래를 바꿔 결국 과거에서 윤이랑과 소멸된다.
이하린
호랑이의 아이로, 가문에 백호가 필요했지만 호랑이가태어남. 자신의 소원때문에 엄마와 아이가 죽었다고 생각함. 윤이랑을 고양이라고 싫어했지만 결국 마지막에가서 윤이랑을 좋아하고 현무 (현은조)가 이기는 미래가 되지 않기위해 자신 스스로 현무한테 죽음
계의진
닭의 아니마로 초반에는 불량했지만 나중에는 착해진다. 1부에 팔 한 쪽을 잃고 로봇팔로 교체함.
여우가면
정확한 이름은 나오지 않았지만  이하린과 모두가 있는 곳에 가서 이하린을 죽이려 하지만 이하린의 아버지의 도움으로 몸이 잘린다. 하지만 주작의 힘을 써 이하린의 아버지를 죽인다. 후에 미래에서 현재로 돌아온 윤이랑에게 죽는다.